# أ. دي. واتس
أ. دي. واتس هو سياسي أمريكي، ولد في 1867، وتوفي في 1927. نشط حزبياً في الحزب الديمقراطي. وقد انتخب عضو مجلس ولاية كارولاينا الشمالية ‏ وانتخب عضو مجلس نواب كارولينا الشمالية ‏.